# A Brit Virgin-szigetek a 2024. évi nyári olimpiai játékokon
A Brit Virgin-szigetek a franciaországi Párizsban megrendezett 2024. évi nyári olimpiai játékok egyik részt vevő nemzete volt. Az országot az olimpián 2 sportágban 4 sportoló képviselte, akik érmet nem szereztek.

## Atlétika
Férfi
| Versenyző         | Versenyszám | Selejtező | Selejtező | Selejtező | Előfutam | Előfutam | Előfutam | Vigaszág | Vigaszág | Vigaszág | Elődöntő | Elődöntő | Elődöntő | Döntő   | Döntő    |
| Versenyző         | Versenyszám | Idő       | Hely.     | Össz.     | Idő      | Hely.    | Össz.    | Idő      | Hely.    | Össz.    | Idő      | Hely.    | Össz.    | Idő     | Helyezés |
| ----------------- | ----------- | --------- | --------- | --------- | -------- | -------- | -------- | -------- | -------- | -------- | -------- | -------- | -------- | ------- | -------- |
| Rikkoi Brathwaite | 100 m       | kiemelt   | kiemelt   | kiemelt   | 10,13    | 3.       | 24.      |          |          |          | 10,15    | 8.       | 23.      | kiesett | kiesett  |
| Kyron McMaster    | 400 m gát   |           |           |           | 49,24    | 3.       | 21.      | erőnyerő | erőnyerő | erőnyerő | 48,15    | 1.       | 5.       | 47,79   | 5.       |

Női
| Versenyző     | Versenyszám | Előfutam | Előfutam | Előfutam | Vigaszág | Vigaszág | Vigaszág | Elődöntő | Elődöntő | Elődöntő | Döntő   | Döntő    |
| Versenyző     | Versenyszám | Idő      | Hely.    | Össz.    | Idő      | Hely.    | Össz.    | Idő      | Hely.    | Össz.    | Idő     | Helyezés |
| ------------- | ----------- | -------- | -------- | -------- | -------- | -------- | -------- | -------- | -------- | -------- | ------- | -------- |
| Adaejah Hodge | 200 m       | 23,00    | 5.       | 22.      | 22,94    | 2.       | 4.       | 27,70    | 8.       | 17.      | kiesett | kiesett  |

## Vitorlázás
Férfi
| Versenyző     | Versenyszám    | Futam | Futam | Futam | Futam | Futam | Futam | Futam | Futam | Futam | Futam | Futam   | Pontszám | Helyezés |
| Versenyző     | Versenyszám    | 1     | 2     | 3     | 4     | 5     | 6     | 7     | 8     | 9     | 10    | É       | Pontszám | Helyezés |
| ------------- | -------------- | ----- | ----- | ----- | ----- | ----- | ----- | ----- | ----- | ----- | ----- | ------- | -------- | -------- |
| Thad Lettsome | ILCA 7 (Laser) | 40    | 38    | 36    | 2     | 38    | 38    | 26    | 37    | X     | X     | kiesett | 215      | 38.      |

X - törölt futam